# Saint-Arnoult (Calvados)
Saint-Arnoult es una comuna francesa situada en el departamento de Calvados, en la región de Normandía.
Está situada a solo 3 km de la ciudad balnearia de Deauville, por lo que el turismo es la principal actividad económica de la localidad.

## Demografía
| 444 | 523 | 526 | 518 | 766 | 903 | 1132 |
| Para los censos de 1962 a 1999 la población legal corresponde a la población sin duplicidades (Fuente: INSEE [Consultar]) |     |     |     |     |     |      |